# Michał Gasz
Michał „Gashoo” Gasz (ur. 7 kwietnia 1980 w Knurowie)  –  polski piosenkarz, aktor musicalowy, autor tekstów i kompozytor. 
Szerszą popularność zyskał jako solista zespołu Piotra Rubika. W 2005 piosenką „Papierowe ptaki” z repertuaru Krystyny Prońko zwyciężył w finale telewizyjnej Szansy na sukces. Współpracował z muzykami reprezentującymi takie gatunki jak jazz, soul i rock progresywny, z artystami takimi jak Laco Adamik, Jacek Cygan, Krzesimir Dębski, Krzysztof Herdzin, Majka Jeżowska, Anna Jurksztowicz, Grzegorz Piotrowski, Krystyna Prońko, Janusz Radek, Piotr Rubik, Elżbieta Skrętkowska, Olga Szomańska-Radwan, Elżbieta Zapendowska, Paweł Zarecki, Jarosław Zawadzki i Krzysztof Zawadzki, a także z projektami sceny niezależnej - Apogeum (1996–2000), BADoo (2000–2005), Salvator (2005–2006), Humandrive (2005–2007) i TomQ & MGasz (2006).

## Wczesne lata
Urodził się i dorastał w Knurowie, gdzie w 1999 ukończył I Liceum Ogólnokształcące im. Ignacego Jana Paderewskiego. Mając 14 lat zaczął samodzielnie pisać teksty i komponować muzykę do swoich utworów. Śpiewał w działającym przy liceum Młodzieżowym Chórze Mieszanym „Schola Cantorum” oraz w chórze Państwowej Szkoły Muzycznej I i II stopnia im. Ludomira Różyckiego w Gliwicach, gdzie uczęszczał do klasy gitary klasycznej. Naukę kontynuował w Górnośląskiej Wyższej Szkole Handlowej im. Wojciecha Korfantego w Katowicach, której został absolwentem w 2007.

## Działalność artystyczna

### Szansa na sukces
W 2000 wystąpił w jednym z odcinków programu Szansa na sukces, gdzie otrzymał wyróżnienie za wykonanie piosenki „My” z repertuaru zespołu Myslovitz.  
W 2005 wygrał 12. finał konkursu Szansy na sukces z piosenką „Papierowe ptaki” z repertuaru Krystyny Prońko. Od tamtej pory współpracował z zespołem wokalnym laureatów Szansy, biorąc udział w koncertach i programach: Raz na ludowo (2000), Sylwester z Szansą na sukces (2001/02), Wielkanoc (2002), musicalu Metro (2003), 30 lat TVP2 (2002), Nowy rok z Szansą na sukces (2003), Szansa na sukces – to już 10 lat (2003), Raduj się świecie z chórem TGD (2003), Szansa na sukces – Krystyna Prońko (2004), Szansa na sukces – Wspomnienie (2005), Szansa na sukces – Piotr Rubik (2007), Szansa na sukces – 15 lat (2007), Szansa na sukces – Przed Opolem (2008) i Szansa na sukces – Wspomnienie (2008). W odcinku Szansy na sukces (2007) z repertuarem Piotra Rubika zaśpiewał piosenkę „Zdumienie”.

### Rozwój kariery muzycznej
W 2000, 2004 i 2005 zdobył Grand Prix 7., 11. i 12. Ogólnopolskiego Festiwalu Polskiej Piosenki lat 60. i 70. pt. „Powróćmy do piękna w słowie i muzyce” w Wyszkowie. 
W 2000 ukazała się składanka 4+ Nowogard '2000 Live z dwiema piosenkami nagranymi przez Gasza – „Czas nas uczy pogody” i „To moja magia” w duecie z Olgą Szomańską. Z zespołem BADoo nagrał utwór „Jak ptak”. W 2003 został wyróżniony w III Ogólnopolskim Festiwalu Sztuki Estradowej organizowanym przez ZASP w Warszawie, a w nagrodę wystąpił w koncercie finalistów w studiu koncertowym im. Agnieszki Osieckiej w radiowej „Trójce”, gdzie zaśpiewał piosenki: „Nie widzę ciebie w swych marzeniach”, „Anioł w ciemnej dolinie” i „Czas nas uczy pogody”. Na płycie DVD Koncert 2005 Krystyny Prońko zaśpiewał „Papierowe ptaki”.
W filmie animowanym Leszka Komorowskiego Mano (2005) zaśpiewał dwie piosenki Aleksandra Matuszewskiego - „Tak daleko, tak blisko” i „Przyjaźń”. Wykonał wszystkie partie wokalne głównego bohatera Adasia Cisowskiego z muzyką Krzesimira Dębskiego w ekranizacji powieści Kornela Makuszyńskiego Szatan z siódmej klasy (2006) i miniserialu Szatan z siódmej klasy (2006) w reżyserii Kazimierza Tarnasa.  8 czerwca 2006 w Instytucie Polskim w Berlinie wystąpił w 1,5-godzinnym koncercie poświęconym twórczości Czesława Niemena – Hommage a Czesław Niemen – Wspomnienie.
Na początku czerwca 2011 wydał album pt. O! ShaleyesH, który nagrał z grupą ShaleyesH. Od 2013 współpracował z Polską Orkiestrą Muzyki Filmowej. Został wokalistą Filharmonia Futura. Od 2015 jest wokalistą Czerwono-Czarnych. W 2016 wspólnie z zespołem Niegrzeczni wydał płytę Zróbmy to. W 2017 w kościele pw. św. Wojciecha wraz z gitarzystą Sebastianem Rucińskim wystąpił w koncercie zatytułowanym Zdumienie na inaugurację ósmego roku projektu „Trzeźwienie przez kulturę”. W 2018 koncertował z Kwartetem Bojowym prezentując covery z gatunku rocka takich wykonawców jak Queen, The Rolling Stones czy Lennego Kravitza
18 stycznia 2020 w kościele pw. Chrystusa Króla w Głuszycy wziął udział w koncercie „Żywe Betlejem z gwiazdami - kolędowanie w Głuszycy” śpiewając znane polskie kolędy i pastorałki obok takich wykonawców jak Anna Sokołowska-Alabrudzińska, Marta Florek, Marta Wilk, Krzysztof Antkowiak, Jakub Oczkowski i Łukasz Lech.

### Współpraca z Piotrem Rubikiem
Od początku maja 2007 stał się solistą Oratoriów Piotra Rubika i Zbigniewa Książka. Brał udział w amerykańskiej trasie koncertowej wraz z Rubikiem i zespołem solistów w USA (Chicago, Nowy Jork) i Kanadzie (Toronto). 9 grudnia 2007 w Gorzowie Wielkopolskim miało premierę oratorium Habitat, moje miejsce na ziemi autorstwa Rubika i Romana Kołakowskiego; w listopadzie 2008 zespół Piotra Rubika otrzymał podwójną platynową płytę za album Habitat. 17 grudnia 2007 na DVD został wydany koncert kantaty Piotra Rubika i Zbigniewa Książka Zakochani w Krakowie, na którym Michał Gasz wystąpił jako solista. 
8 grudnia 2007 ukazał się pierwsza płyta z kolędami w aranżacji Rubika, na którą Gasz zaśpiewał kolędy, takie jak: „Dzisiaj w Betlejem”, „Lulajże Jezuniu” czy „Pójdźmy wszyscy do stajenki”. W listopadzie 2008 ukazało się dwupłytowe wydawnictwo z kolędami i pastorałkami pt. W dzień Narodzenia, na którą Gasz nagrał pięć kolęd: „Mędrcy świata, monarchowie”, „Hej, w dzień narodzenia”, „Feliz Navidad” José Feliciano, „Auld Lang Syne” i „We Wish You a Merry Christmas”.
21 stycznia 2009 na rynek muzyczny trafiła pięciopłytowa Wielka Kolekcja - Najpiękniejsze przeboje Rubika, gdzie Michał Gasz zaśpiewał utwory: „Oblubieniec” (solo), „Niech mówią, że to nie jest miłość” (duet z Zofią Nowakowską), „Psalm Kochania” (kwartet), „Psalm z bukietem konwalii” (duet z Z. Nowakowską), „Piosenka braci aniołów” (tercet), „Zdumienie” (solo), „To cała prawda” (kwartet), „Piosenka o nas” (duet z Martą Moszczyńską), „Litania dla każdzutkiego” (sextet), „Malwy i bzy” (duet z Z. Nowakowską), „Quo Vadis Domine?” (sextet), „Świat się nie kończy” (duet z Anną Lubieniecką), „Kropelka rosy”" (duet z Z. Nowakowską), „Miłość ocali świt” (solo) i „Habitat” (sextet). 
4 kwietnia 2009 odbyła się premiera oratorium Santo Subito stworzonego przez Rubika z udziałem Gasza i zrealizowanego w całości przez telewizję Polsat. Michał Gasz wykonał tu utwory takie jak: „Lolek”, „Teatr się otwiera”, „Habemus Papam”, „Papież pielgrzym”, „Nie wstydź się mówić, że kochasz”, „Miłość cierpliwa jest i niecierpliwa”, „Tatry strome jak krzyż”, „Modlitwa – spełnienie” i „Santo”. 
26 czerwca 2009 Michał Gasz wraz Piotrem Rubikiem i Zofią Nowakowską uczestniczył w festiwalu TOPtrendy 2009 z utworem „Nie wstydź się mówić, że kochasz”, a 6 sierpnia wykonał piosenkę na Sopot Hit Festiwal. 2 października ukazało się dwupłytowe dzieło z muzyką z widowiska Santo Subito.

### Kariera sceniczna
8 kwietnia 2006 w Teatrze Rozrywki w Chorzowie zadebiutował w roli Tony’ego we współczesnej wersji musicalu West Side Story, który reżyserował Laco Adamík. W warszawskim Teatrze Polonia śpiewał gościnnie podczas koncertu Karaoke w teatrze – czyli śpiewać jak to łatwo powiedzieć (2006) w reż. Magdy Umer. W chorzowskim Teatrze Rozrywki grał postać Waszyngtona Otisa w musicalu Josuy Williamsa Canterville Ghost (2007) według książki Oscara Wilde’a w reż. Dariusza Miłkowskiego. W Teatrze im. Adama Mickiewicza w Częstochowie wystąpił w widowisku śpiewno-muzycznym Leona Schillera Kram z piosenkami (2007) w reż. Laco Adamíka. W krakowskim Teatrze im. Juliusza Słowackiego zaśpiewał utwór „Błąkasz się królu krwawy” (muz. Janusz Grzywacz) w przedstawieniu galowym Zaduszki – Wyspiański (2007) w 100 rocznicę śmierci Stanisława Wyspiańskiego w reż. Krzysztofa Orzechowskiego.